# Phanaspa aegonalis
Phanaspa aegonalis là một loài bướm đêm trong họ Erebidae.